# Aeschynanthus solomonensis
Aeschynanthus solomonensis är en tvåhjärtbladig växtart som beskrevs av Patrick James Blythe Woods. Aeschynanthus solomonensis ingår i släktet Aeschynanthus och familjen Gesneriaceae. Inga underarter finns listade i Catalogue of Life.